# Thomas F. Wilson
Thomas Francis Wilson (født 15. april 1959 i Philadelphia, Pennsylvania i USA) er en amerikansk skuespiller, forfatter, musiker, maler, voice-over kunstner og stand-up komiker. Han er bedst kendt for at spille Biff Tannen (og hans barnebarn Griff Tannen og oldefar Buford "Mad Dog" Tannen) i Tilbage til fremtiden-trilogien og Coach Ben Fredricks i Freaks and Geeks.

## Udvalgt filmografi
- The Heat (2013)
- Tilbage til fremtiden
- Tilbage til fremtiden II

 Dette afsnit eller denne liste er kun påbegyndt. Hvis du ved mere om emnet, kan du hjælpe Wikipedia ved at tilføje mere.